# 二俣村
二俣村（ふたまたむら）は、1955年（昭和30年）まで宮城県桃生郡北東部にあった村。現在の石巻市大森・北境・東福田・三輪田にあたる。

## 地理
- 河川：北上川、旧北上川、追波川

## 沿革
- 1889年（明治22年）4月1日 - 町村制施行にともない、大森村・北境村・東福田村・三輪田村の計4か村が合併して二股村（ふたまたむら）が発足。
- 1912年（大正元年）12月1日 - 二俣村に改称。
- 1955年（昭和30年）3月21日 - 飯野川町・大川村・大谷地村と合併し、河北町となる。

## 行政
- 歴代村長

| 代      | 氏名         | 就任                       | 退任                       | 備考           |
| ------- | ------------ | -------------------------- | -------------------------- | -------------- |
| 1       | 松川敬蔵     | 1889年（明治22年）4月      | 1893年（明治26年）7月      |                |
| 2       | 松川藤右ェ門 | 1893年（明治26年）8月      | 1894年（明治27年）10月     |                |
| 3       | 千葉信夫     | 1894年（明治27年）11月     | 1896年（明治29年）5月      |                |
| 4       | 菊地清太郎   | 1896年（明治29年）7月      | 1898年（明治31年）10月     |                |
| 5       | 横山佐輔     | 1898年（明治31年）11月     | 1901年（明治34年）5月      |                |
| 6       | 横山泰輔     | 1901年（明治34年）6月      | 1904年（明治37年）4月      |                |
| 7       | 千葉源市郎   | 1904年（明治37年）5月      | 1906年（明治39年）3月      |                |
| 8       | 阿部市之丞   | 1906年（明治39年）4月      | 1907年（明治40年）4月      |                |
| 9       | 鈴木盛       | 1907年（明治40年）5月      | 1908年（明治41年）5月      |                |
| 10      | 日野政治     | 1908年（明治41年）6月      | 1912年（明治45年）5月      |                |
| 11      | 後藤亮治     | 1912年（明治45年）7月      | 1913年（大正2年）12月      | 在職中村名変更 |
| 12 - 13 | 鈴木富治     | 1914年（大正3年）2月4日    | 1922年（大正11年）3月1日   |                |
| 14      | 鈴木松治     | 1922年（大正11年）3月2日   | 1924年（大正13年）12月12日 |                |
| 15      | 葛原謙三     | 1925年（大正14年）1月14日  | 1926年（大正15年）12月7日  |                |
| 16 - 17 | 鈴木富治     | 1926年（大正15年）12月8日  | 1935年（昭和10年）1月25日  | 再任           |
| 18      | 鈴木盛       | 1935年（昭和10年）2月9日   | 1939年（昭和14年）2月8日   | 再任           |
| 19      | 阿部勘之允   | 1939年（昭和14年）2月14日  | 1946年（昭和21年）11月30日 |                |
| 20      | 阿部秀蔵     | 1947年（昭和22年）4月10日  | 1949年（昭和24年）9月30日  |                |
| 21      | 茂木亮治     | 1949年（昭和24年）10月5日  | 1953年（昭和28年）11月13日 |                |
| 22      | 阿部昇一     | 1953年（昭和28年）11月15日 | 1955年（昭和30年）3月20日  |                |